# Романенко, Прокофий Каленикович
Проко́фий Кале́никович Романе́нко (1906—1965) — организатор колхозного производства, председатель колхоза «Ленинский шлях» Калиновского (ныне Винницкого) района Винницкой области УССР. Дважды Герой Социалистического Труда (1952, 1958).

## Биография
Родился 8 августа (26 июля по старому стилю) 1906 года в селе Сосонка Винницкого района Винницкой области.
Член КПСС с 1938 года.
В 1930—1937 и 1944—1950 годах председатель сельского Совета. 
В 1950—1959 годах — председатель колхоза «Ленинский шлях» Калиновского (ныне Винницкого) района Винницкой области. Под его руководством колхоз ежегодно получал высокие урожаи сельскохозяйственных культур и добился успехов в развитии животноводства (1957 год: урожайность зерновых 24, сахарной свёклы 395 ц/га, надой молока от коровы 3884 кг).
Умер 17 июля 1965 года там же, где и родился.
Внук Прокофия Калениковича — Василий Васильевич Захаревич — фермер, живёт на улице имени своего деда.

## Награды
- Дважды Герой Социалистического Труда:  
  - 28.8.1952 — за высокие урожаи семян кок-сагыза,
  - 26.2.1958 — за успехи в развитии сельского хозяйства.
- Орден Ленина.

## Память
Бюст Прокофия Калениковича Романенко установлен в самом центре села Сосонка. Его именем также названа улица села.